# Herbita malchusaria
Herbita malchusaria är en fjärilsart som beskrevs av William Schaus 1923. Herbita malchusaria ingår i släktet Herbita och familjen mätare. Inga underarter finns listade i Catalogue of Life.